# Мелитопольская телебашня
Мелитопольская телебашня — металлическое пространственное решётчатое отдельно стоящее высотное сооружение высотой 216 метров, расположенное в Мелитополе, в Песчаном районе, на проспекте Богдана Хмельницкого. Башня была построена в 1970 году. Принадлежит Концерну РРТ. Высота над уровнем моря — 33 метра.
Рядом с телебашней находится мачта высотой 200 метров, принадлежит Укртелекому, построена примерно в 1959 году при строительстве Всесоюзной РРЛ-1 Москва-Симферополь. На тот момент мачта имела высоту 184 метра и была самой высокой в УССР.
На телемачте используется передающий комплекс MMDS MultiSegment с 50-ваттным передатчиком, что позволяет абонентам принимать сигнал на расстоянии до 40 км от телецентра.
С антенн телебашни и телемачты ведётся вещание большинства телеканалов и некоторых радиостанций Мелитополя.

## Галерея

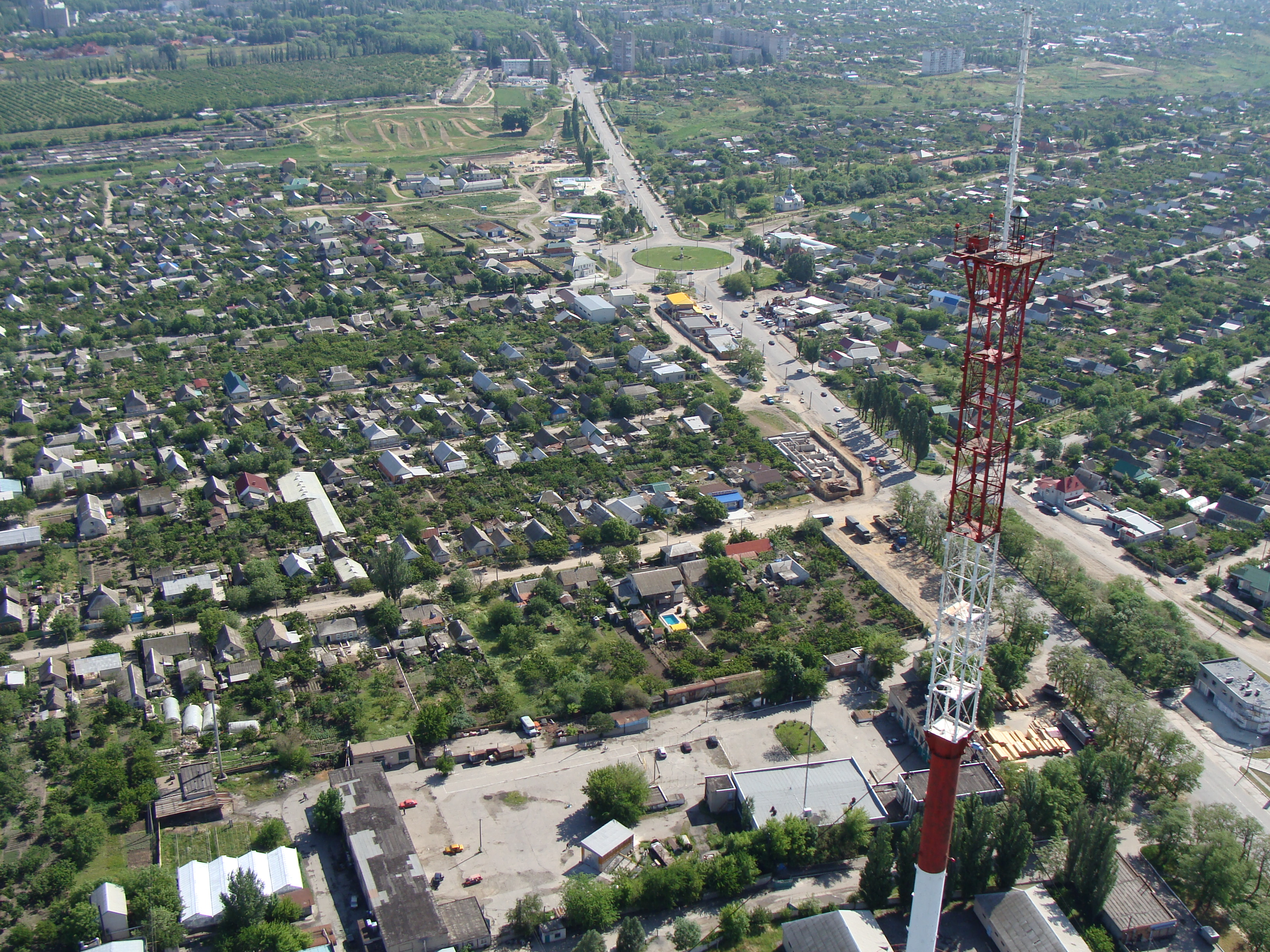
вид с телебашни на соседнюю телемачту и на район Песчаное
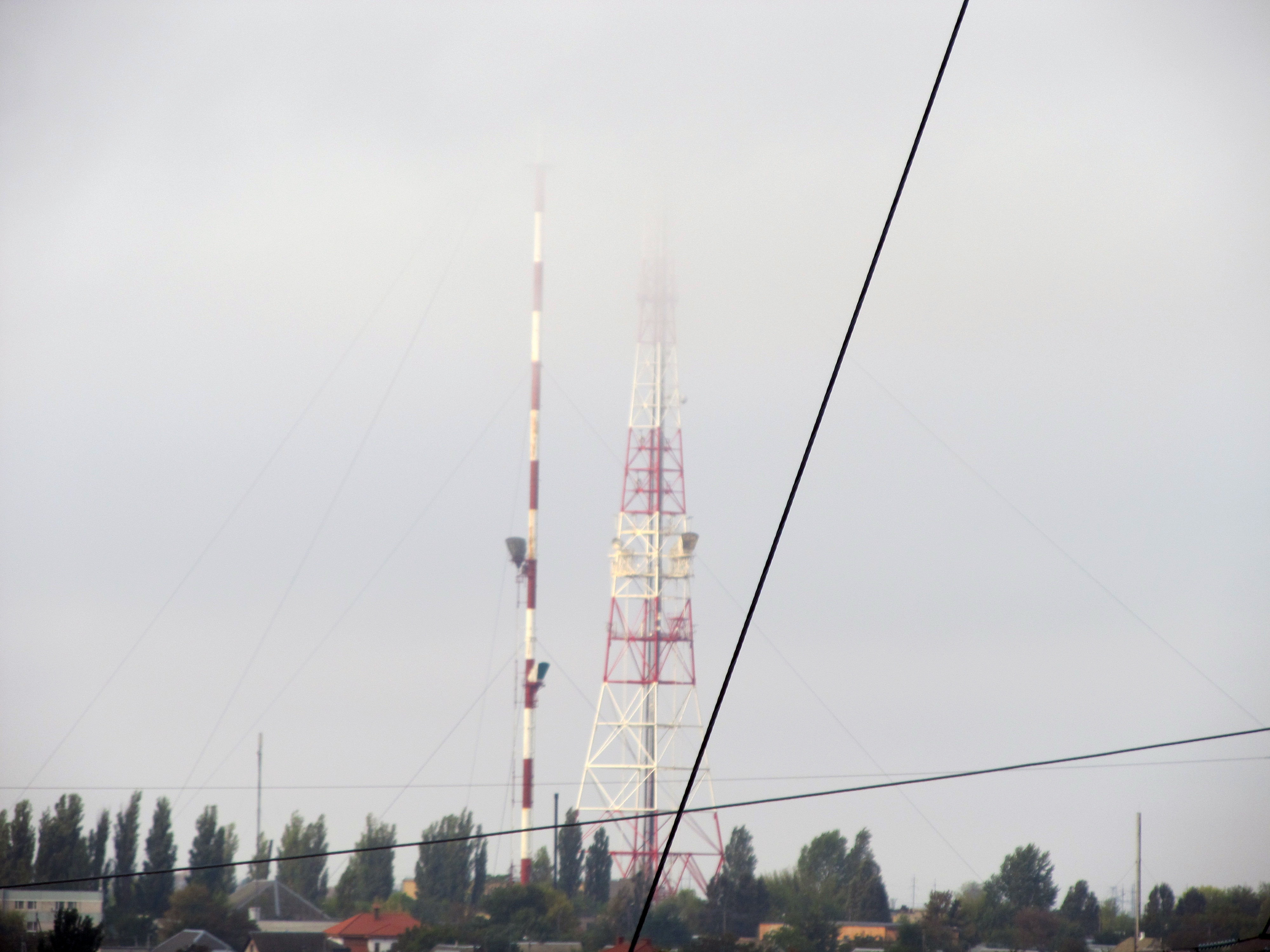
телебашня в условиях низкой облачности
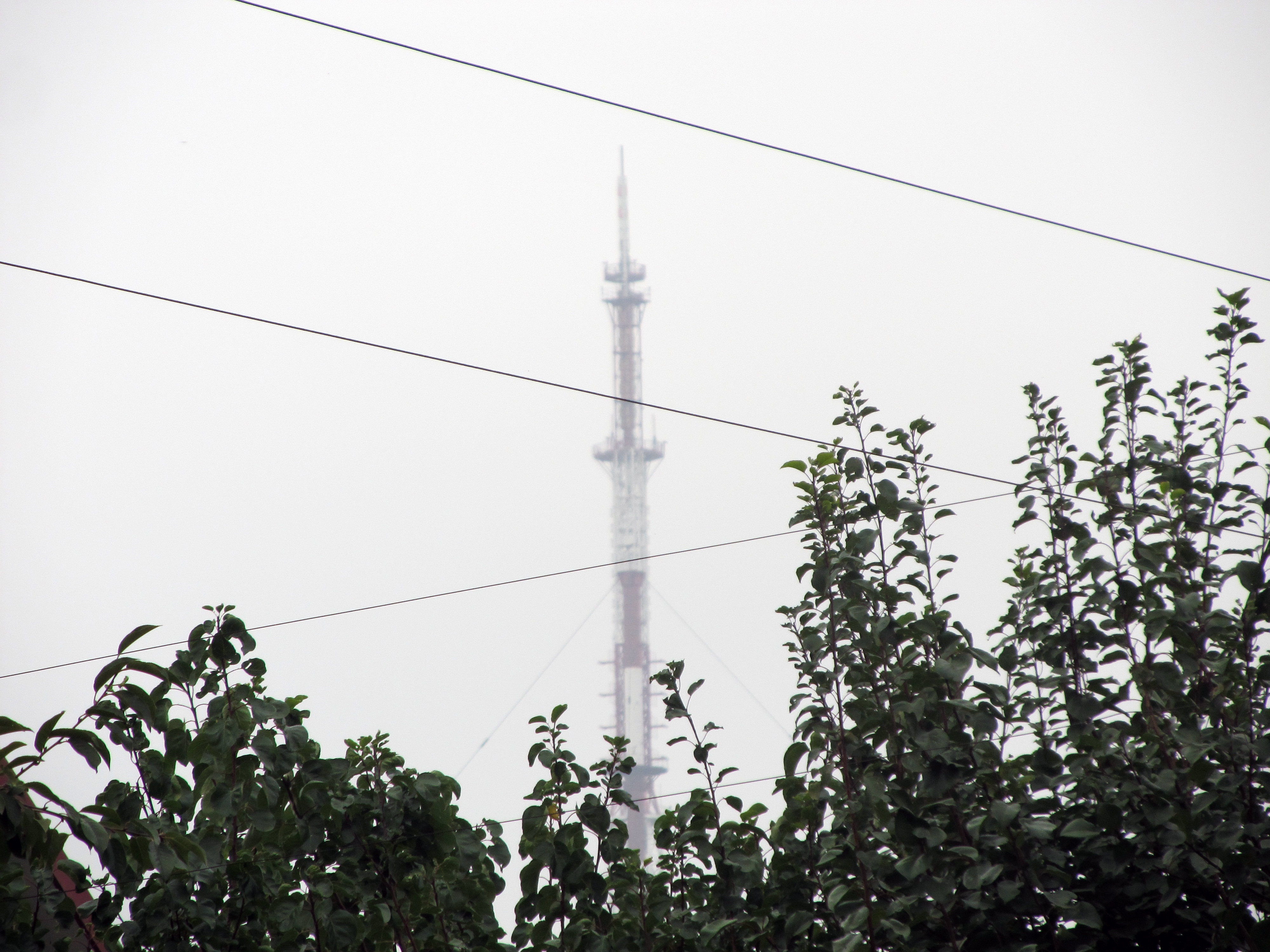
«парад телевышек»: телебашня и телемачта на одной прямой